# Histoire du Burundi

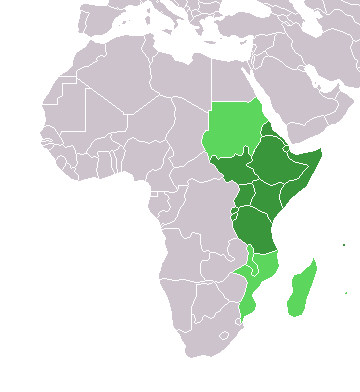
Afrique de l'Est

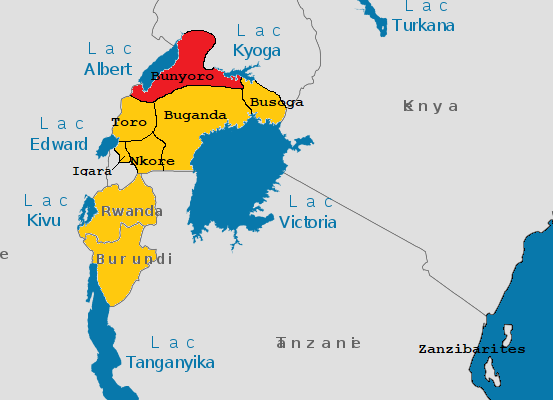
Royaumes régionaux vers 1850

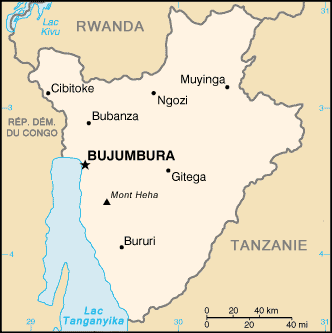
Burundi contemporain

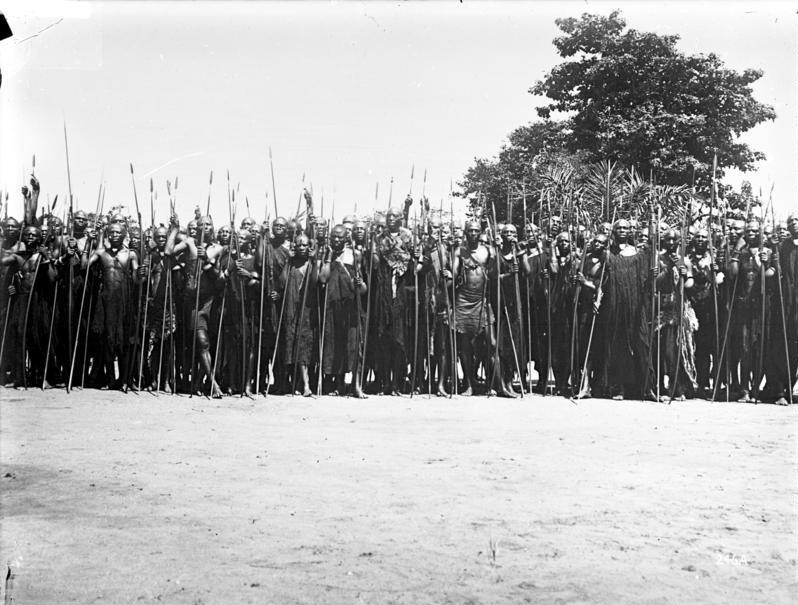
Guerriers du roi Kasliwami en Urundi, actuellement le Burundi, entre 1906 et 1918.

Cet article présente les faits saillants de l'histoire du Burundi, un pays enclavé d'Afrique de l'Est, situé dans la région des Grands Lacs et entouré aujourd'hui par la République démocratique du Congo à l'ouest, le Rwanda au nord et la Tanzanie à l'est et au sud. Sa capitale politique est Gitega, sa capitale économique est Bujumbura.
Le Royaume du Burundi, fondé probablement au XVIIe siècle, est devenu nominalement une composante de l'Afrique orientale allemande en 1890. Après la Première Guerre mondiale, il passe sous la domination de l'Empire colonial belge, au sein de la province du Ruanda-Urundi, elle-même intégrée au Congo belge en 1925. Le Burundi devient indépendant le 1er juillet 1962, sous le régime de la monarchie constitutionnelle.
Le pays connaît ensuite une instabilité politique durable, marquée par des coups d'état, des massacres inter-communautaires, puis une guerre civile à partir de 1993. Celle-ci s'est conclue en 2000 par les accords d'Arusha, ouvrant une période de paix précaire. Depuis 2010, les tensions sont à nouveau particulièrement importantes. La population, estimée à 2 millions vers 1950, atteint 12 millions de Burundais vers 2024.

## Préhistoire
Comme dans toute la région des Grands Lacs, sur le territoire actuel du Burundi, les premiers signes de présence humaine datent de -1000 (3000 ans AP), depuis que des archéologues ont découvert (dans la région) les traces d'une civilisation maîtrisant le fer et la poterie, à la manière du site d'Urewe (Kenya).
- Préhistoire de l'Afrique de l'Est (en)

## Protohistoire
Les Twa de la région des Grands Lacs sont parmi les plus anciens habitants connus, chasseurs-cueilleurs semi-nomades.
Au moins à partir du XIe siècle de notre ère, les Twa subissent la domination de peuples agriculteurs et éleveurs, Hutus, puis Tutsis au XVe.
- Population de l'Afrique des Grands Lacs

## Royaume du Burundi (1680-1966)
- Royaume du Burundi

La connaissance des origines du Burundi repose sur la tradition orale et sur l'archéologie. Selon une des légendes fondatrices, la nation burundaise a été fondée par un homme appelé Cambarantama originaire, selon les versions, tantôt du Rwanda au nord, tantôt du Buha sur les rives du lac Tanganyika, pays du Peuple Ha (en) (bantou).
Les premières traces archéologiques d'un État burundais remontent au XVIe siècle dans l'est de ses frontières actuelles. Il s'est ensuite peu à peu étendu, en compétition avec le Rwanda. Il a connu sa plus grande expansion sous le règne de Ntare IV, qui a dirigé le pays de 1796 à 1850 et a doublé sa superficie.
Le royaume du Burundi est caractérisé par une forte hiérarchie sociale et des échanges économiques d'ordre tributaire. Le roi, (mwami), est à la tête d'une aristocratie princière (ganwa) détenant la majorité des terres, et prélève un tribut sur les récoltes et troupeaux des fermiers qui les exploitent. Au milieu du XVIIIe siècle, la famille royale consolida son autorité sur la terre, la production et la distribution en développant un système de patronage, l'ubugabire, la population recevant la protection royale en échange de sa production.

## Partie de l'Afrique orientale allemande (1885-1919)
- Afrique orientale allemande (1885-1919)

Les premiers explorateurs et missionnaires européens font de brèves incursions dans la région à partir de 1856. Contrairement à son homologue rwandais, qui accepte les propositions allemandes, le roi Mwezi IV Gisabo (1840-1908, au pouvoir de 1852 à sa mort) s'oppose à toute ingérence occidentale, refusant de porter des vêtements européens et interdisant la présence de missionnaires et d'administrateurs. À partir de 1899, les forces allemandes infligent de lourdes pertes aux armées du roi mais sans parvenir à la victoire. Elles soutiennent alors l'un des beaux-fils du roi, Maconco, dans une révolte contre le souverain, ce qui contraint Gisabo à leur faire allégeance pour maîtriser l'insurrection. L'Afrique orientale allemande, établie en 1891, annexe officiellement le Burundi et les petits royaumes adjacents sur les rives orientales du lac Tanganyika le 6 juin 1903.

## Mandat de l'Empire colonial belge (1841-1855 et 1908-1962)
- Empire colonial belge

En 1916, pendant la Première Guerre mondiale, les troupes belges débarquent dans la région. Au sortir de la guerre, l'Allemagne perd toutes ses colonies et, lors de la conférence de Versailles en 1919, le royaume de Belgique obtient un mandat sur la province du Ruanda-Urundi, constituée des Rwanda et Burundi actuels, mandat renouvelé par la Société des Nations en 1923. Les royaumes bordant la rive orientale du Tanganyika sont, quant à eux, attribués au protectorat du Tanganyika administré par le Royaume-Uni. La Belgique administre le territoire de manière indirecte, en s'appuyant sur l'aristocratie tutsi.
Après la Seconde Guerre mondiale, le Ruanda-Urundi devient un territoire sous tutelle de l'Organisation des Nations unies sous autorité administrative belge (1923-1962). Le 10 novembre 1959, la Belgique accepte de réformer la politique et légalise le multipartisme. Deux partis politiques émergent : l'Union pour le progrès national (UPRONA), un parti multiethnique fondé et dirigé par le prince tutsi et Premier ministre Louis Rwagasore et le Parti chrétien-démocrate, soutenu par la Belgique.

## Indépendance (1961)

Drapeau de la monarchie (1er juillet 1962 - 28 novembre 1966).

Aux élections législatives du 18 septembre 1961, les Burundais choisissent l'Union pour le progrès national (UPRONA) et son chef de file le prince Louis Rwagasore (1932-1961), qui remporte 58 des 64 sièges de la nouvelle assemblée. L'Union pour la promotion hutue (UPROHUTU, pendant du Parmehutu parvenu au pouvoir au Rwanda par la force deux ans plus tôt), n'obtient aucun rôle dans le nouveau paysage politique burundais. Un mois plus tard, le 13 octobre, le prince Rwagasore est assassiné par Georges Kageorgis, un jeune résident grec qui aurait été engagé par les Belges désireux de se venger de leur défaite et de handicaper le leadership burundais. L'indépendance du pays est proclamée le 1er juillet 1962, date alors choisie pour célébrer la fête nationale, et le roi Mwambutsa IV (1911-1977) établit un régime de monarchie constitutionnelle.

## Tensions ethniques (1965-1970)
- 1966-1976 : coup d'État et présidence de Michel Micombero (1940-1983)

Le 15 janvier 1965, le Premier ministre Pierre Ngendandumwe (hutu) est assassiné : dans les milieux hutus, sa mort est attribuée à des Tutsis. Des émeutes éclatent, aussitôt réprimées par le gouvernement. Le 10 mai de la même année, les élections législatives se déroulent sous la bannière ethnique, notamment sous l’impulsion du Parti du peuple (PP).
La monarchie refuse de reconnaître les victoires des candidats hutus. En réaction, le 18 octobre 1965, un groupe de militaires hutus assassinent plusieurs de leurs collègues tutsis et tentent de renverser le roi, sans succès. Des politiciens et intellectuels hutus sont assassinés en représailles. Le 8 juillet 1966, le roi est déposé par son fils, Ntare V, renversé à son tour par son Premier ministre Michel Micombero le 28 novembre. Ce dernier abolit la monarchie et proclame la république. Un régime militaire émerge de facto et des émeutes éclatent ponctuellement jusqu'au début des années 1970. Micombero s'appuie sur un groupe d'origine hima, un sous-groupe tutsi du sud du pays. Comme en 1965, des rumeurs de coup d'Etat hutu en 1969 provoquent l'arrestation et l'exécution de nombreuses figures politiques et militaires hutues.

## Éphémère république de Martyazo (1972), prétexte à une répression de masse
- République de Martyazo (Hutu, sécessionniste)
- Ikiza

Jusqu'en 1972 la jeune armée burundaise est composée de Hutus et de Tutsis, depuis l'homme de troupe jusqu'aux officiers supérieurs. Le 29 avril 1972, des groupes hutus sous la houlette de l'organisation UBU, Umugambwe w'Abakozi b'Uburundi ou Parti des Travailleurs du Burundi, tentent de prendre le pouvoir tout en éliminant les Tutsis. Aussitôt l'insurrection déclenchée, l'ex-roi Ntare V est assassiné, ce qui met fin à toute possibilité de retour à la monarchie, puisque Ntare Ndizeye était le dernier mâle de la dynastie Ganwa et donc le seul prétendant légitime au trône.
Les insurgés sont réprimés avec une grande férocité, au prix du massacre d'environ 100 000 personnes. Certaines organisations[Lesquelles ?] suggèrent que le nombre de victimes aurait atteint 200 000 voire 300 000, mais selon la seule étude démographique viable qui ait été faite sur le nombre de victimes de cette tragédie, en appliquant l'estimation la plus maximaliste, on atteindrait un maximum de 93 600 morts.
L'organisation et la planification des massacres de Tutsis étant l'œuvre d'officiers et sous-officiers de l'armée, une épuration aveugle est faite dans les rangs de ceux-ci après les massacres qui durent deux semaines. Les partis politiques hutus souhaiteraient que cet événement soit qualifié officiellement de génocide. Cependant, les organisations des rescapés tutsis de 1972 considèrent que cette thèse du « double génocide » tendrait à banaliser le plan d'extermination initial visant les Tutsis, et rappellent que l'organisation UBU revendiquait avoir appelé les Hutus à massacrer les Tutsis jusqu'aux fœtus.

## Coup d'État et présidence de Jean-Baptiste Bagaza (1976-1987)
Le régime Micombero tombe le 1er novembre 1976. Le nouveau chef de l’État, le colonel  Jean-Baptiste Bagaza (1946-2016) amorce une politique économique de grande envergure, espérant de cette façon passer par la satisfaction des besoins de la population et l’instauration d’une justice sociale pour réduire ces tensions. Mais c’est sous son régime que naissent les mouvements de libération des Hutus : Palipehutu, UBU, Tabara, Bampere. Ces organisations créent de vives tensions dans le pays. Au cours de cette même période surtout après 1985 le torchon brûle entre l’État et l’Eglise catholique notamment.
La 3e république est proclamée dans cette conjoncture : le major Pierre Buyoya remplace Jean-Baptiste Bagaza à la tête de l’État le 3 septembre 1987. Une année après, le 15 août 1988, éclate la « crise de Ntega et Marangara ». Des initiatives diverses sont prises en vue de promouvoir l’unité nationale : accueil et réinstallation des réfugiés, gouvernement de l’unité nationale, charte de l’unité nationale.
Malgré ces actions posées en vue de résoudre le problème de l’unité nationale, une explosion de violence a lieu à nouveau, à Bujumbura et dans le Nord-Ouest en octobre 1991, sans s'étendre toutefois sur d’autres territoires.

## Constitution de 1992, puis guerre civile burundaise (1993-2005)
- Guerre civile burundaise
- Succession de présidences écourtées : Pierre Buyoya, Melchior Ndadaye, François Ngeze, Sylvie Kinigi, Cyprien Ntaryamira, Sylvestre Ntibantunganya, Pierre Buyoya

Après les massacres de 1988, pour éviter d'autres bains de sang, le président Pierre Buyoya, décide de lancer le pays dans une transition politique.[réf. nécessaire] Une constitution est rédigée par une commission chargée d'instaurer une démocratie multipartite au Burundi. Elle est validée par la population en 1992, malgré de nombreuses hésitations de Pierre Buyoya.
En 1992, l'UPRONA perd son statut de parti unique et des élections présidentielles et législatives sont organisées respectivement le 1er juin et le 30 juin 1993. Elles sont toutes les deux remportées par le Front pour la démocratie du Burundi (FRODEBU).
Le candidat du FRODEBU, le Hutu Melchior Ndadaye remporte la présidentielle. Le 26, les législatives confirment cette tendance : le FRODEBU devient majoritaire à l'assemblée. Le 10 juillet, Pierre Buyoya passe le témoin au nouveau président Melchior Ndadaye. La Tutsie Sylvie Kinigi est nommée première ministre, afin de bâtir une réconciliation entre les deux composantes hutue et tutsie.
Les Tutsis, qui avaient la mainmise sur l'appareil d'État depuis longtemps (au moins depuis l'indépendance) alors qu'ils ne représentent que 15 % de la population, prennent peur du pouvoir que gagnent, de manière légale, les Hutus, d'autant plus qu'après avoir été considérés comme des êtres inférieurs, certains Hutus veulent une revanche. De plus certains Tutsis considèrent le pouvoir comme un de leurs attributs et refusent que de simples Hutus puissent gouverner.
Le 21 octobre 1993, des militaires exécutent le président Melchior Ndadaye (1953-1993) et six de ses ministres, dont le président de l'assemblée nationale, Pontien Karibwami, le vice-président de l'assemblée Gilles Bimazubute, le ministre de l'Intérieur Juvénal Ndayikeza et le directeur de la documentation nationale Richard Ndikumwami.
L'intérim à la tête du pays est assurée par Sylvie Kinigi (1953-), premier ministre du président assassiné Ndadaye, du 27 octobre 1993 au 5 février 1994.
Au début, des milliers de civils tutsis sont massacrés par leurs voisins hutus. Puis l'armée réagit très violemment, comme en 1972, et engage une répression très dure et massacre des Hutus. De 50 000 à 100 000 personnes (à majorité Tutsies) sont tuées, certaines sources parlant de 200 000 à 300 000 victimes. Une Commission internationale d'enquête envoyée par l’ONU au Burundi conclut dans son Rapport S/1996/682 qu'il y a eu des actes de génocide contre les Tutsis. Plusieurs organisations et partis politiques souhaitent que ce génocide soit qualifié officiellement comme dans le rapport et qu'un tribunal pénal international soit mis sur pied pour juger les auteurs.
Avec l'assassinat du Président Ndadaye, des milliers de citoyens burundais ont fui vers le Rwanda, l'ex-Zaïre et la Tanzanie. Le 14 janvier 1994, alors que Bujumbura vit au rythme des massacres, Cyprien Ntaryamira du FRODEBU est élu président pour calmer la situation. La première ministre Sylvie Kinigi reste en poste jusqu'à la nomination le 11 février d'un uproniste, Anatole Kanyenkiko, pour diriger un gouvernement d'Union nationale. Le pays est un champ de désolation : 800 000 exilés et 180 000 déplacés à l'intérieur du pays.
Le 6 avril 1994, l'avion qui ramène le président Ntaryamira et son homologue rwandais Juvénal Habyarimana est détruit par un missile à Kigali. L'attentat déclenche le génocide rwandais, qui contribue à déstabiliser encore le Burundi. Sylvestre Ntibantunganya est nommé président intermédiaire le 30 septembre 1994. Le major Buyoya reprend le pouvoir par un coup d'État le 25 juillet 1996.

## Accord d'Arusha (2000)
- 1996-2003 : coup d'État et présidence Pierre Buyoya (1949-2020)
- 2003-2005 : accord d'Arusha et présidence Domitien Ndayizeye (1953-)
- 2005-2020 : présidences Pierre Nkurunziza (1964-2020)

Le 28 août 2000 est signé à Arusha, en Tanzanie, sous l'égide de Nelson Mandela un accord de paix. L'Afrique du Sud envoie 700 militaires pour veiller à la mise en place de l'accord et assurer la sécurité des membres de l'opposition de retour d'exil. Le 10 janvier 2001, une assemblée nationale de transition est nommée et son président est Jean Minani, président du Frodebu. L'accord d'Arusha entre en vigueur le 1er novembre 2001 et prévoit, en attendant des élections législatives et municipales pour 2003 et présidentielles pour 2004, une période de transition de 3 ans avec pour les 18 premiers mois, le major Buyoya à la présidence et Domitien Ndayizeye du Frodebu au poste de vice-président avant que les rôles ne soient échangés. L'alternance prévue est respectée par Pierre Buyoya qui cède le pouvoir au bout de dix-huit mois. Les différents portefeuilles du gouvernement sont partagés entre Uprona et Frodebu. Le 4 février 2002, le Sénat de transition élit l'uproniste Libère Bararunyeretse à sa présidence.
Malgré les critiques du comité de suivi des accords d'Arusha à l'encontre du gouvernement, en particulier en ce qui concerne la modification de la composition ethnique de l'armée et de l'administration, c'est-à-dire un rééquilibrage ethnique de ces deux institutions, l'exécutif Hutu-Tutsi fonctionne.
Cependant, le 7 juillet 2003, les forces hutu des CNDD-FDD (Conseil national pour la défense de la démocratie – Forces de défense de la démocratie), en coalition avec le PALIPEHUTU-FNL (Parti pour la libération du peuple hutu-Forces de libération nationale) attaquent Bujumbura. 40 000 habitants fuient la capitale. Un accord de paix (protocole de Pretoria) est néanmoins signé le 15 novembre 2003 entre le président Ndayizeye et le chef des CNDD-FDD. La principale branche de la rébellion (CNDD-FDD) entre au gouvernement, au sein duquel elle détient quatre ministères et dispose également de postes de haut rang dans les autres institutions, conformément à l'accord d'Arusha.
Le CNDD-FDD, dirigé par Pierre Nkurunziza (1964-2020), s'impose dès lors comme l'un des principaux acteurs politiques, en obtenant la majorité absolue aux élections communales du 5 juin 2005 (1 781 sièges sur les 3 225 à pourvoir) avec 62,9 % des voix, contre 20,5 % pour le FRODEBU et seulement 5,3 % pour l'Uprona. Le CNDD-FDD, majoritairement hutu, dispose désormais de la majorité absolue dans 11 des 17 provinces du pays. Une victoire sans appel qui annonce la recomposition du paysage politique après douze années de guerre civile et met un terme au long tête-à-tête entre l'UPRONA et le FRODEBU. Mais le vote rappelle aussi que certains rebelles (PALIPEHUTU-FNL) n'ont pas encore déposé les armes (le jour du scrutin, 6 communes ont été la cible de violences). Ces opérations d'intimidation révèlent que la trêve conclue le 15 mai 2005 à Dar es Salam avec les forces du PALIPEHUTU-FNL reste fragile.
Le CNDD-FDD remporte également les élections législatives du 4 juillet 2005 et les sénatoriales du 29 juillet. Nkurunziza est donc élu président le 19 août et investi le 26 août 2005.

## Crises politiques des années 2010
- 2005-2020 : présidences Pierre Nkurunziza (1964-2020)
- Crise burundaise de 2015-2020
- 2020- : présidence Évariste Ndayishimiye (1968-)

Après cinq années, l'érosion du pouvoir conduit à un certain agacement au sein des autres groupes Hutus. Lorsque le Conseil national pour la défense de la démocratie – Forces de défense de la démocratie (CNDD-FDD) de Pierre Nkurunziza obtient une majorité des 2/3 aux élections communales du 26 mai 2010, les partis Hutus signataires des accords d'Arusha dénoncent immédiatement des fraudes massives. L'ONU et l'Union européenne, qui supervisent le scrutin, assurent ne pas avoir observé de graves irrégularités.
Peu après, une émeute éclate dans un faubourg de Bujumbura : les manifestants ont découvert une urne remplie de bulletins non-décachetés dans un quartier acquis aux Hutus anti-Nkurunziza, faisant plusieurs blessés.
Le 2 juin, des dirigeants de l'opposition Hutu sont arrêtés, tandis que Ban Ki-moon arrive au Burundi pour appeler à la poursuite du processus électoral. Il ne rencontre que le président, ce qui est vécu par les opposants comme une trahison de la communauté internationale.
Le lendemain, les partis Hutu d'opposition (FNL, etc.) décident le boycott total de l'élection présidentielle du 28 juin. Le 5 juin, l'ancien président Domitien Ndayizeye décide de rejoindre la contestation. Le 7 juin, le gouvernement interdit toute campagne pour l'abstention, ce qui radicalise la divergence.
L'opposition burundaise refuse de participer à l'élection présidentielle du 28 juin 2010 et dénonce des fraudes lors des élections municipales de mai (le CNDD-FDD a remporté les municipales avec 64 % des voix et le déroulement de l'élection est jugé correct en regard des standards internationaux par les observateurs de l'Union européenne,). La campagne est émaillée d'incidents, plusieurs membres de l'opposition sont arrêtés. Pierre Nkurunziza a été réélu président en 2010 avec plus de 91 % des voix, étant le seul candidat de l'élection. Les candidats de l’opposition s’étaient retirés pour protester contre les irrégularités du scrutin.
En 2015, Pierre Nkurunziza décide de briguer un troisième mandat à la présidence de la République et s'impose en avril comme le candidat du pouvoir pour l'élection présidentielle du 26 juin 2015. Cette décision est contraire à la constitution du Burundi, promulguée en mars 2005. Sa candidature est néanmoins validée par une décision controversée de la Cour constitutionnelle.
Le 13 mai 2015, Pierre Nkurunziza, en déplacement, est victime d'une tentative de coup d'État de la part du général Godefroid Niyombare,. Le 15 mai, après de violents combats dans le centre-ville de Bujumbura, les putschistes annoncent leur reddition et le pouvoir indique le retour imminent du président Nkurunziza. Les jours qui suivent voient une répression sanglante de l'opposition de la part du président. Cette répression fait des centaines morts et provoque des départs massifs : des centaines de milliers de burundais se réfugient à l'extérieur du pays . Après plusieurs reports, l'élection présidentielle, jugée illégale et truquée par tous les observateurs de la politique burundaise, se tient finalement le 21 juillet. Le 24 juillet, la commission électorale nationale indépendante proclame Nkurunziza vainqueur avec 69,41 % des suffrages.
La situation économique continue à se dégrader. Début 2020, le général Évariste Ndayishimiye est désigné comme candidat pour l’élection présidentielle du 20 mai 2020 par le parti au pouvoir, pour succéder à Pierre Nkurunziza. Son discours d'investiture reflète alors la tournure chrétienne évangélique prise par le parti depuis la crise de 2015. Étant donné la répression exercée à l'encontre de l'opposition, Ndayishimiye apparait comme le grand favori du scrutin. Il remporte l'élection présidentielle avec 68,72 % des voix. Le principal candidat de l'opposition, Agathon Rwasa (1964-), président du Conseil national pour la liberté (CNL), réunit 24,19 % des voix.

## Galerie de dirigeants
Présidence

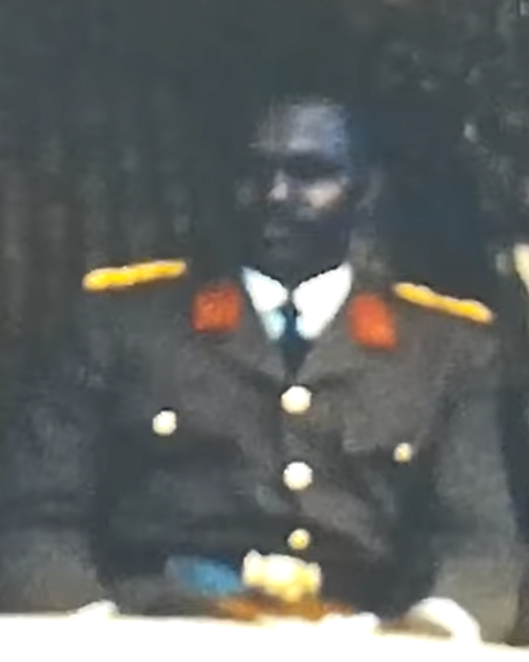
Michel Micombero 1966-1976
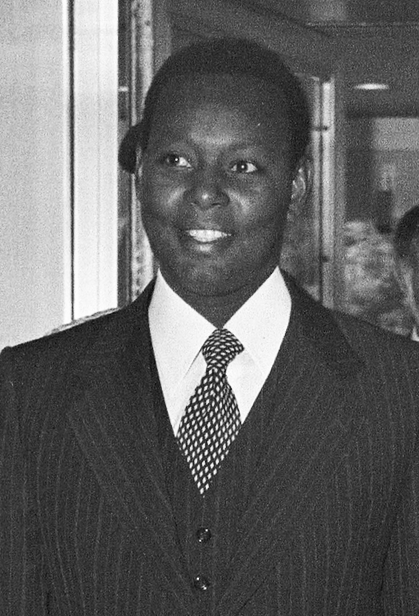
Jean-Baptiste Bagaza 1976-1987
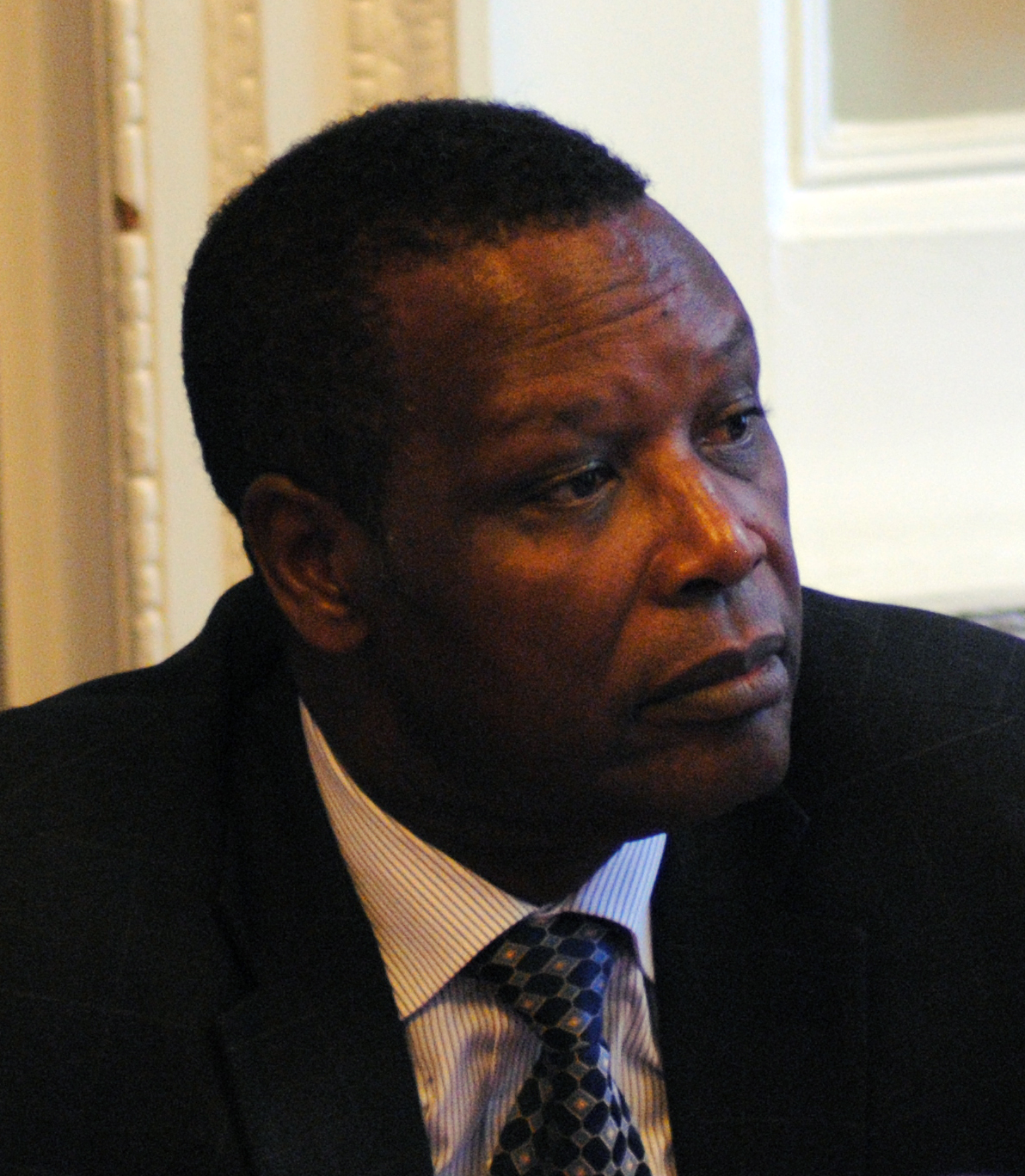
Pierre Buyoya 1987-1993 1996-2003
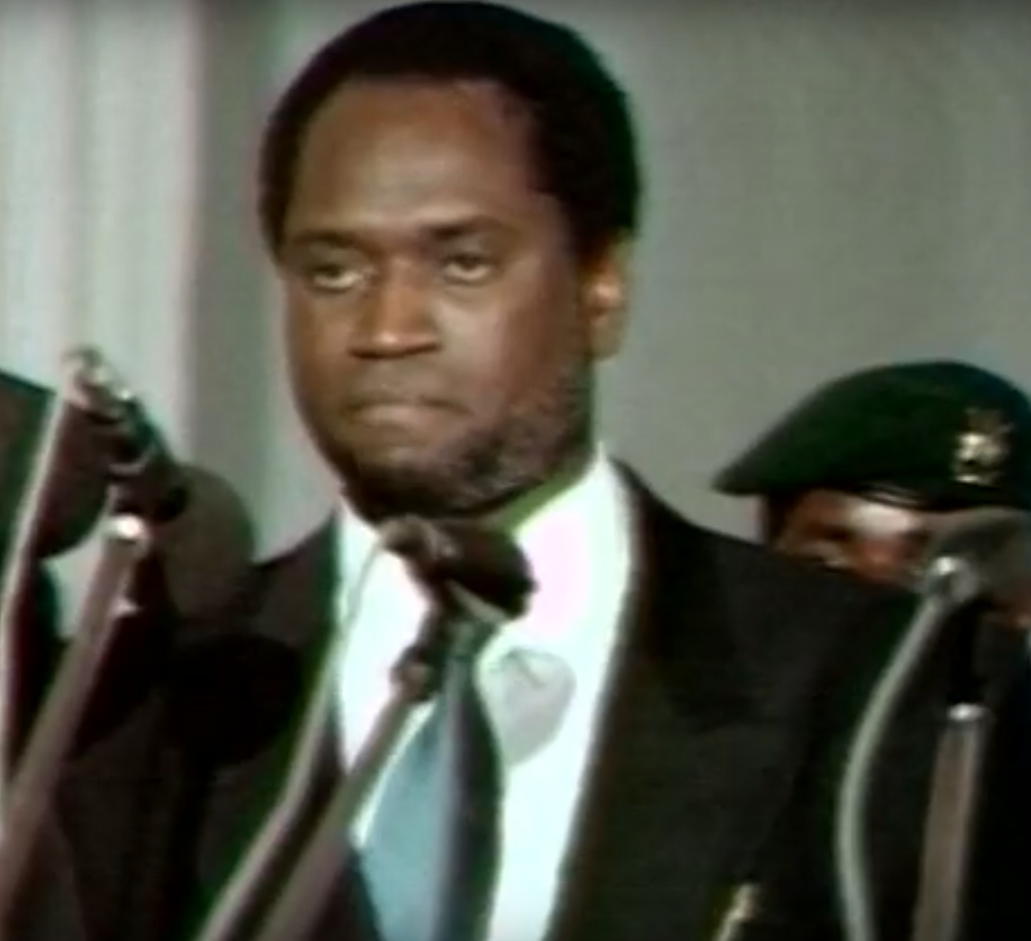
Melchior Ndadaye 1993
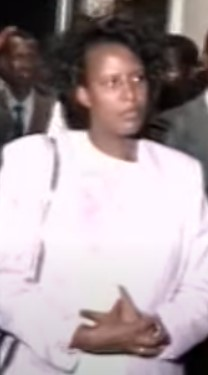
Sylvie Kinigi 1993-1994

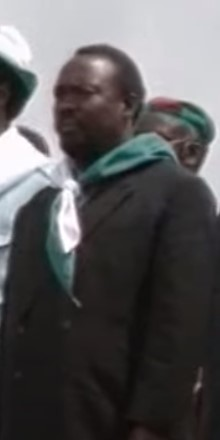
Cyprien Ntaryamira 1994
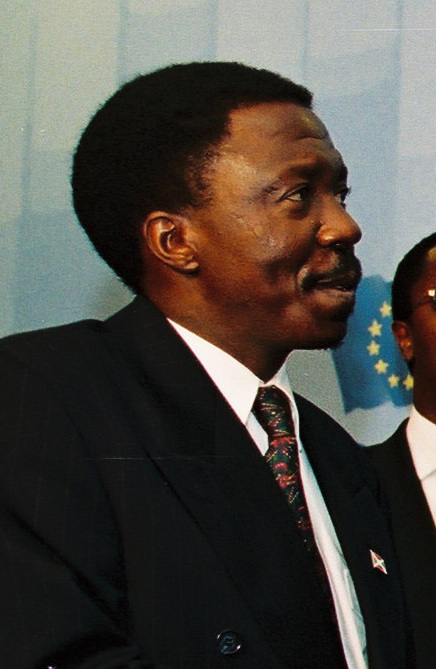
Sylvestre Ntibantunganya 1994-1996
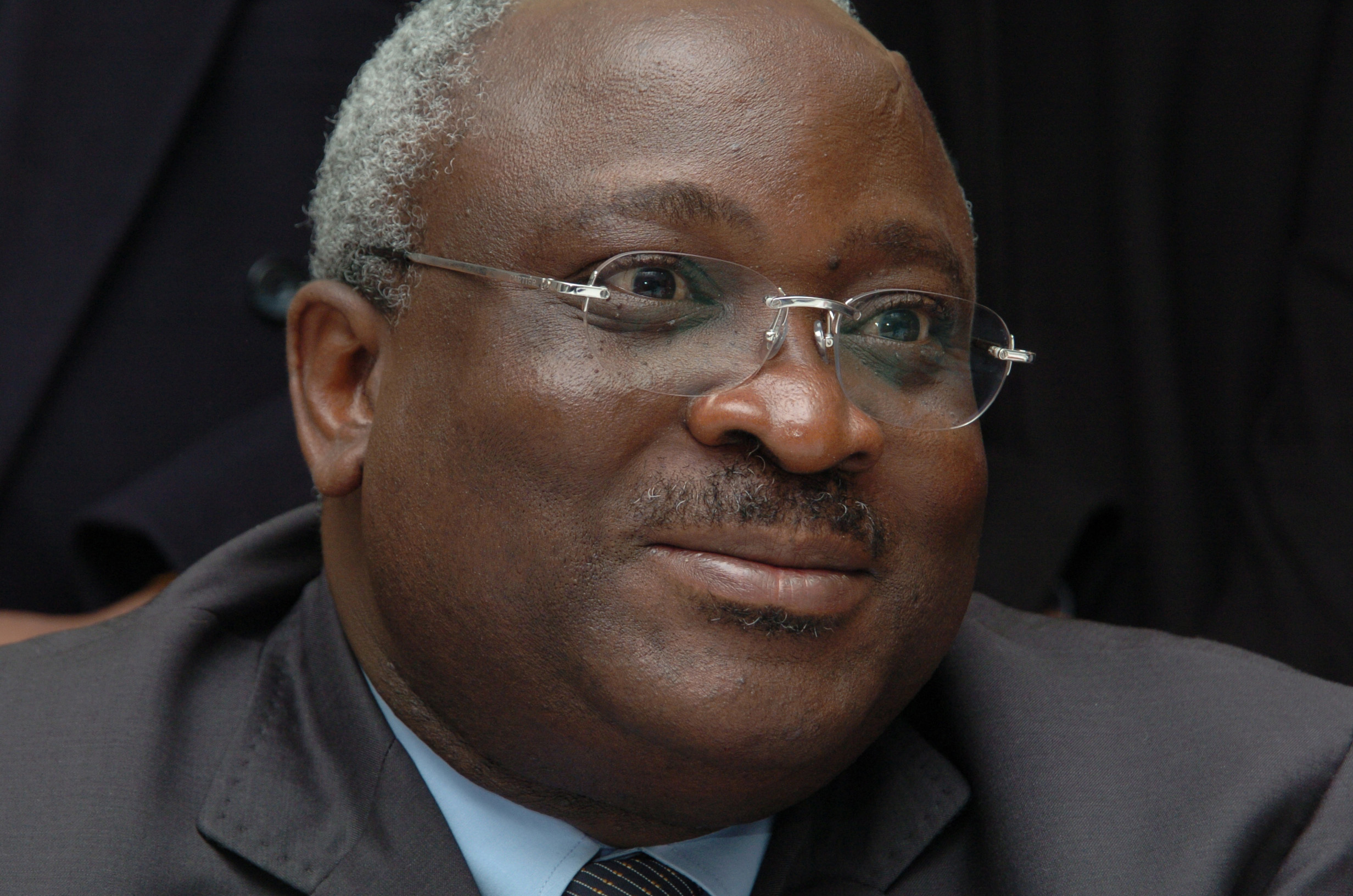
Domitien Ndayizeye 2003-2005
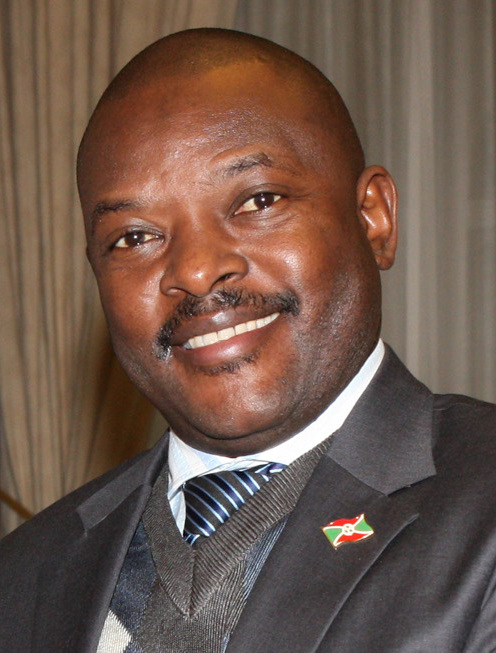
Pierre Nkurunziza 2005-2020
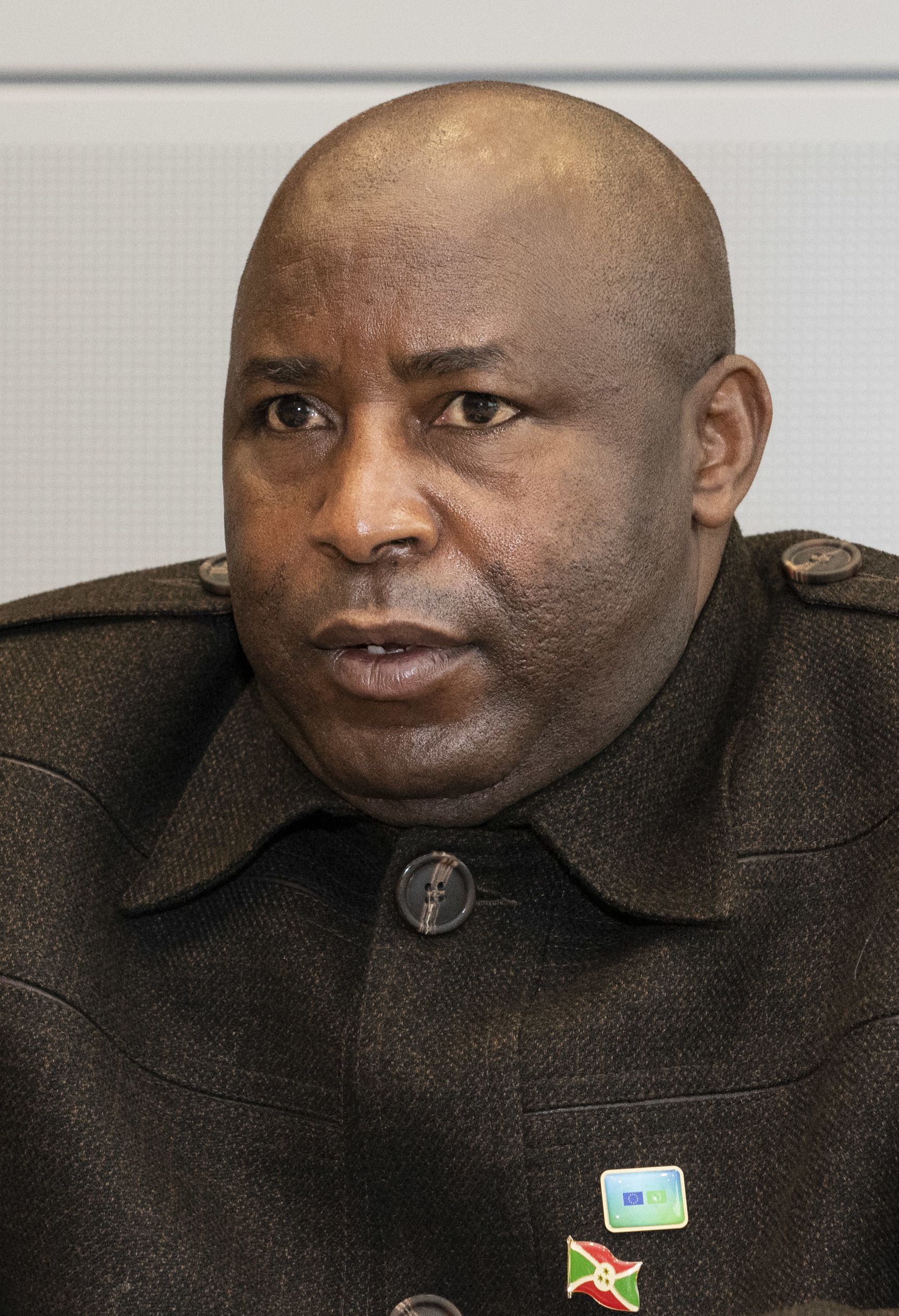
Évariste Ndayishimiye 2020-présent

#### 600c-1880c
- Liste de civilisations de l'Afrique précoloniale
- Commerce interrégional par caravanes en Afrique de l'Est
- Liste de royaumes de l'Afrique des Grands Lacs
- Commerce interrégional par caravanes en Afrique de l'Est
- Royaume du Burundi (1680-1966), Roi du Burundi

#### 1880c-1960c
- Empire colonial belge (1841-1855 et 1908-1962)
- Afrique orientale allemande (1885-1919) sur Burundi, Rwanda et Nord-Tanzanie
- Afrique orientale britannique (1895-1920)
- Campagne d'Afrique de l'Est (Première Guerre mondiale)
- Ruanda-Urundi (1923-1962), protectorat belge
- Liste des gouverneurs coloniaux du Ruanda-Urundi (en)
- Liste des résidents coloniaux du Burundi (en)
- 1943-1944 : Famine de Ruzagayura

#### Depuis 1960c
- Politique au Burundi
- Président de la république du Burundi, liste des présidents de la république du Burundi
- Vice-président de la république du Burundi
- Premier ministre du Burundi
- Coups d'État militaires au Burundi (en)
- République de Martyazo (1972, Hutu, sécessionniste, éphémère), suivie d'Ikiza, massacre de masse
- Guerre civile burundaise (1993-2005), génocides au Burundi
- Deuxième guerre du Congo (1998-2003)
- Opération des Nations unies au Burundi (2004-2006)
- Crise burundaise de 2015-2020

#### Autres
- Communauté économique des pays des Grands Lacs (1976)
- Communauté économique des États de l'Afrique centrale (1983)
- Pandémie de Covid-19 en Afrique, Pandémie de Covid-19 au Burundi
- Rwanda, Histoire du Rwanda